# Pindar
Pindar (/ˈpɪndər/; tiếng Hy Lạp cổ: Πίνδαρος Pindaros, phát âm [píndaros]; tiếng Latinh: Pindarus (k.518 - 438 TCN) là nhà thơ lyric Hy Lạp cổ đại, ông là một trong số chín nhà thơ lyric kinh điển trong lịch sử Hy Lạp cổ.